# Kloster Arnsburg (Lich)
Kloster Arnsburg ist einer von neun Stadtteilen der Stadt Lich im Landkreis Gießen in Hessen.

## Geschichte

### Ortsgeschichte
Den Namen Arnsburg trug ursprünglich eine Burganlage südwestlich der heutigen Klosteranlage. Deren erste urkundliche Erwähnung erfolge im Jahr 1093 im „Mainzer Urkundenbuch 1, Nr. 386“ als Arnesburc. In den Jahren 1174–1197 wurden dann Klosterbauten innerhalb der Burganlage errichtet. Sie bildete einen trapezförmigen Komplex mit Kirchenbau, Vorhalle und Keller. 1197 wurden dann Klostergebäude an der Stelle des heutigen Zisterzienserklosters im Tal der Wetter errichtet. Eine erste Siedlung in der Nähe des Klosters wurde 1174 aufgegeben und die Bauern umgesiedelt.
Der heutige Ort entwickelte sich aus der Zisterzienserabtei Arnsburg.
Der ehemalige Klosterbezirk am rechten Ufer der Wetter wurde teilweise als Schloss der Grafen von Solms-Laubach genutzt. In den Jahren 1804–1811 war in Teilen der Anlage ein Gemeinschaftliches Zucht-, Arbeits- und Irrenhaus untergebracht. 1847 beherbergte sie ein „Rettungshaus“ für verwahrloste Mädchen.
Bis 1787 gehörte der Klosterbezirk zum Kurfürstentum Mainz, Unteres Erzstift, Oberamt Höchst und Königstein, Amt und Kellerei Vilbel und Rockenberg, Gebiet der Abtei Arnsburg und ab 1806 zum Großherzogtum Hessen.
Am 1. April 1953 wurde aus dem Kloster und aus Teilen der Gemeinde Muschenheim eine selbständige Gemeinde gebildet.
Im Zuge der Gebietsreform in Hessen wurde die bis dahin selbständige Gemeinde Arnsburg zum 1. Januar 1977 als Stadtteil in die Stadt Lich eingegliedert. Für Kloster Arnsburg wurde wie für alle Stadtteile von lich ein Ortsbezirk eingerichtet.
Im Inneren des Klosterhofes befindet sich heute ein beeindruckender Kriegsopfer-Friedhof.

### Verwaltungsgeschichte im Überblick
Die folgende Liste zeigt die Staaten und Verwaltungseinheiten, denen (Kloster) Arnsburg angehört(e):

- vor 1803: Heiliges Römisches Reich, Kurfürstentum Mainz, Unteres Erzstift, Oberamt Höchst und Königstein, Amt und Kellerei Vilbel und Rockenberg, Gebiet der Abtei Arnsburg
- ab 1803: Heiliges Römisches Reich, Grafschaft Solms (zum Gesamthaus Solms gehörig)
- ab 1806: Großherzogtum Hessen,[Anm. 2] Fürstentum Oberhessen (ehemaliger Klosterbezirk)
- ab 1815: Großherzogtum Hessen, Provinz Oberhessen
- ab 1820: Großherzogtum Hessen, Provinz Oberhessen, Domanial-Rentamt Grünberg
- ab 1822: Großherzogtum Hessen, Provinz Oberhessen, Landratsbezirk Hungen, Wohnplatz von Eberstadt
- ab 1837: Großherzogtum Hessen, Provinz Oberhessen, Kreis Grünberg, Wohnplatz von Eberstadt
- ab 1848: Großherzogtum Hessen, Regierungsbezirk Friedberg, Wohnplatz von Eberstadt
- ab 1852: Großherzogtum Hessen, Provinz Oberhessen, Kreis Gießen, Wohnplatz von Eberstadt
- ab 1867: Norddeutscher Bund,[Anm. 3] Großherzogtum Hessen, Provinz Oberhessen, Kreis Gießen, Wohnplatz von Eberstadt
- ab 1871: Deutsches Reich, Großherzogtum Hessen, Provinz Oberhessen, Kreis Gießen, Wohnplatz von Eberstadt
- ab 1918: Deutsches Reich (Weimarer Republik), Volksstaat Hessen, Provinz Oberhessen, Kreis Gießen
- ab 1938: Deutsches Reich, Volksstaat Hessen, Landkreis Gießen, Wohnplatz von Eberstadt[9][Anm. 4]
- ab 1945: Amerikanische Besatzungszone,[Anm. 5] Groß-Hessen, Regierungsbezirk Darmstadt, Landkreis Gießen, Wohnplatz von Eberstadt
- ab 1946: Amerikanische Besatzungszone, Hessen, Regierungsbezirk Darmstadt, Landkreis Gießen, Wohnplatz von Eberstadt
- ab 1949: Bundesrepublik Deutschland, Hessen, Regierungsbezirk Darmstadt, Landkreis Gießen, Wohnplatz von Eberstadt
- ab 1953: Bundesrepublik Deutschland, Hessen, Regierungsbezirk Darmstadt, Landkreis Gießen, Gemeinde Arensburg[Anm. 6]
- ab 1977: Bundesrepublik Deutschland, Hessen Regierungsbezirk Darmstadt, Lahn-Dill-Kreis, Stadt Lich[Anm. 7]
- ab 1979: Bundesrepublik Deutschland, Hessen,  Regierungsbezirk Darmstadt, Landkreis Gießen, Stadt Lich
- ab 1981: Bundesrepublik Deutschland, Hessen, Regierungsbezirk Gießen, Landkreis Gießen, Stadt Lich

## Bevölkerung
Einwohnerstruktur 2011
Nach den Erhebungen des Zensus 2011 lebten am Stichtag dem 9. Mai 2011 in Arnsburg 45 Einwohner. Darunter waren keine Ausländer. Nach dem Lebensalter waren 6 Einwohner unter 18 Jahren, 21 zwischen 18 und 49, 9 zwischen 50 und 64 und 9 Einwohner waren älter. Die Einwohner lebten in 24 Haushalten. Davon waren 9 Singlehaushalte, 45 Paare ohne Kinder und 9 Paare mit Kindern, sowie keine Alleinerziehende und 3 Wohngemeinschaften. In 6 Haushalten lebten ausschließlich Senioren und in 15 Haushaltungen lebten keine Senioren.
Einwohnerentwicklung
- 1961: 112 evangelische, 4 römisch-katholische Einwohner[1]
- 1961: Erwerbspersonen: 6 Land- und Forstwirtschaft, 4 Produzierendes Gewerbe, 1 Handel, Verkehr und Nachrichten, 22 Dienstleistungen und Sonstiges[1]

| Arnsburg: Einwohnerzahlen von 1834 bis 2020 | Arnsburg: Einwohnerzahlen von 1834 bis 2020 | Arnsburg: Einwohnerzahlen von 1834 bis 2020 | Arnsburg: Einwohnerzahlen von 1834 bis 2020 | Arnsburg: Einwohnerzahlen von 1834 bis 2020 |
| --- | ------------------------------------------- | ------------------------------------------- | ------------------------------------------- | ------------------------------------------- |
| Jahr |                                             |                                             |                                             | Einwohner                                   |
| 1834 | 1834                                        |                                             | 214                                         | 214                                         |
| 1840 | 1840                                        |                                             | 193                                         | 193                                         |
| 1846 | 1846                                        |                                             | 66                                          | 66                                          |
| 1852 | 1852                                        |                                             | 86                                          | 86                                          |
| 1858 | 1858                                        |                                             | 100                                         | 100                                         |
| 1864 | 1864                                        |                                             | 138                                         | 138                                         |
| 1871 | 1871                                        |                                             | 118                                         | 118                                         |
| 1875 | 1875                                        |                                             | 72                                          | 72                                          |
| 1885 | 1885                                        |                                             | 73                                          | 73                                          |
| 1895 | 1895                                        |                                             | 74                                          | 74                                          |
| 1905 | 1905                                        |                                             | 80                                          | 80                                          |
| 1910 | 1910                                        |                                             | 83                                          | 83                                          |
| 1925 | 1925                                        |                                             | 93                                          | 93                                          |
| 1939 | 1939                                        |                                             | 51                                          | 51                                          |
| 1946 | 1946                                        |                                             | 157                                         | 157                                         |
| 1950 | 1950                                        |                                             | 106                                         | 106                                         |
| 1956 | 1956                                        |                                             | 92                                          | 92                                          |
| 1961 | 1961                                        |                                             | 124                                         | 124                                         |
| 1967 | 1967                                        |                                             | 117                                         | 117                                         |
| 1970 | 1970                                        |                                             | ?                                           | ?                                           |
| 1980 | 1980                                        |                                             | ?                                           | ?                                           |
| 1990 | 1990                                        |                                             | ?                                           | ?                                           |
| 2000 | 2000                                        |                                             | ?                                           | ?                                           |
| 2011 | 2011                                        |                                             | 45                                          | 45                                          |
| 2015 | 2015                                        |                                             | 61                                          | 61                                          |
| 2020 | 2020                                        |                                             | 78                                          | 78                                          |
| Datenquelle: Historisches Gemeindeverzeichnis für Hessen: Die Bevölkerung der Gemeinden 1834 bis 1967. Wiesbaden: Hessisches Statistisches Landesamt, 1968. Weitere Quellen: nach 2010: Stadt Lich; Zensus 2011 |                                             |                                             |                                             |                                             |

## Politik

### Ortsbeirat
Für den Stadtteil Kloster Arnsburg ein Ortsbezirk (Gebiete der ehemaligen Gemeinde Kloster Arnsburg) mit Ortsbeirat und Ortsvorsteher nach der Hessischen Gemeindeordnung.
Der Ortsbeirat besteht aus drei Mitgliedern. Bei den Kommunalwahlen in Hessen 2021 betrug die Wahlbeteiligung zum Ortsbeirat 50,94 %. Alle Kandidaten gehörten der „Wählergemeinschaft Kloster Arnsburg“ an. Der Ortsbeirat wählte Nicole Lang zur Ortsvorsteherin.

### Wappen
| Wappen von Arnsburg | Blasonierung: „In Blau mit schwarzem Herzschild, darin fünf silberne Kreuze im verschiedener Höhe, ein rot bewehrter goldener Adler, der mit einem von Rot und Silber geschachten Schrägbalken überdeckt ist.“ |
| Wappen von Arnsburg | In dem 1960 verliehenen Wappen deutet der Adler auf den Ortsnamen und das hier gelegene nördlichste Kohortenkastell der Römer. Der Schachbalken ist das Ordenswappen der Zisterzienser, denen 1174 Kuno von Arnsburg-Münzenberg seine Stammburg zur Gründung eines Klosters übergab. Die 1197 vollendete Abtei bestand als das reichste und künstlerisch bedeutendste Kloster der Wetterau bis 1802. Die größtenteils erhaltenen Bauten und das Dorf übernahm das gräfliche Haus Solms, an dessen Wappen Blau und Gold im Gemeindewappen erinnern. Die fünf Kreuze sind das Symbol des Volksbundes Deutscher Kriegsgräberfürsorge; im Hof des ehemaligen Kreuzgangs schuf man eine Ruhestätte für Kriegsopfer. |

## Persönlichkeiten
- August Fabricius (1835–1890),  Beamter, Statistiker und Politiker
- Michael Sievernich (* 1945), römisch-katholischer Theologe, in Arnsburg geboren